# 聽力學
聽力學（Audiology）是一門新興的科學，是一項專為聽障人士，提供協助的衛生保健醫學。現今聽力學已發展為獨立的專門學科，更跨越眾多領域。執行聽力學之專業人員為「聽力師（Audiologist）」，聽力師的訓練除了聽力醫學外，還包括有語言學、語音學、聲學、電聲學、心理學及教育……等。聽力師之起源，最早可追溯至二次世界大戰後，為幫助因戰爭而聽力遭受損傷的軍人，提供必要的診斷與復健服務。聽力師需要有完整的養成教育，對各項聽力檢查報告負起責任。在檢查報告中除呈現數據。更應描述結果並判讀，甚至提出建議，一個專業聽力師最重要的使命是能盡自己一切的力量，協助聽力障礙的人士，擁有一定的聆聽能力，維持相當的生活品質。

## 聽力學檢查
以下列舉需要做聽力檢查的情況：
- 幼兒時期的語言發展遲緩
- 兒童發音不清晰
- 自覺聽力不好
- 常要求他人重說一遍
- 長期在噪音環境工作的人
- 持續性耳鳴
- 暈眩
- 耳痛
- 耳漏

## 聽力損失的類型
- 傳導性聽覺損傷：大多是外耳或中耳有病變，如中耳炎或感染、外傷所造成。
- 感音神經性聽覺損傷：常見因內耳或聽神經有病變。例如老年性聽力損失，遺傳性失聽或因病毒感染引起等。
- 混合性覺損傷：同時合併有傳導性和感音性聽損。
- 中樞性覺損傷：聽神經以上的傳導路經受影響，都是中樞聽覺損傷的範疇。

## 聽力師

### 養成教育
在臺灣，目前有以下大專院校，教授聽力學：
- 國立臺北護理健康大學語言治療與聽力學系(所)
- 國立高雄師範大學特殊教育學系聽力學與語言治療碩士班
- 中山醫學大學語言治療與聽力學系
- 馬偕醫學院聽力暨語言治療學系
- 亞洲大學聽力暨語言治療學系
- 弘光科技大學語言治療與聽力學系

在香港，香港大學教育學院設有聽力學理科碩士課程。

### 執業資格
在臺灣，考取由衛生福利部核發之聽力師證書才得以執業。應考條件為相關聽力學系、組、研究所、學位學程主修聽力學，並經實習至少六個月或至少375小時，成績及格，領有畢業證書者，得應聽力師考試。
在香港，聽力學家可以在認可醫療註冊先導計劃下獲認證，而香港聽力學家公會在「認可醫療專業註冊先導計劃」中獲授權為認可醫療專業團體負責管理聽力學家名冊。
專技高等考試科目為：
- 基礎聽力科學
- 行為聽力學
- 電生理聽力學
- 聽覺輔具原理與實務學
- 聽覺與平衡系統之創健與復健學
- 聽語溝通障礙學（包括專業倫理）

### 業務
1. 診斷性聽力檢查：純音聽力、語音聽力、耳聲傳射、聽阻聽力、聽性腦幹誘發反應等。
2. 嬰幼兒聽力篩檢。
3. 平衡功能檢查。
4. 助聽器或人工電子耳等聽覺輔助器功能評估與選配。
5. 聽能創健與復健。
6. 噪音環境的評估，及聽能保健的宣導與防治。
7. 提供與聽障相關的醫療與社會資源等諮詢。

### 服務場所
- 醫院體系：一般醫學中心及區域醫院的耳鼻喉科均有聽力師及聽力檢查設備。就診民眾須先經耳鼻喉科醫師進行耳科理學檢查再轉介給聽力師，做聽力評估。
- 學校體系：若經診斷確定為聽障兒，經配戴適當的聽覺輔助器之後，可至啟聰學校或大專院校具相關聽語系所，接受聽能復健。
- 機構體系：目前有些機構也聘請聽力師，可執行非診斷性聽力評估工作，以及針對聽障兒進行聽能復健。
- 其他相關：如助聽器公司。